# Sem Keković
Sem Keković (11. marta 1950.) je australijska medijska ličnost, sportski komentator, australijski 'Lambassador' i bivši fudbalski igrač.
Poznat je po kontroverznom ponašanju, na terenu i van njega, a nedavno po seriji satiričnih reklama za „Meso i stoku Australije” (MLA) i promociju industrije jagnjetine. 

## Braća Keković
Njegov stariji brat, Brajan Keković, je bivši fudbalski igrač koji je igrao dve sezone seniorski VFL fudbal sa Karlton klubom, uključujući i šutiranje četiri pobednička gola na Grand finalu 1968. 
Fudbalsku karijeru je završio iste godine zbog ozbiljne povrede leđa.
Njegov mlađi brat, Majkl, regrutovan je iz gimnazije Triniti za Nort Melburn kao veliki talenat, kada je imao 16 godina 

 i igrao je za prvi i drugi tim 1970. godine.

Majkl je ubijen kada je imao 17 godina dok je trčao na trening u Donkasteru u subotu uveče 26. juna 1971. 

## Fudbalska karijera
Keković je započeo uspešnu fudbalsku karijeru sa Nort Melburn klubom, u australijskoj fudbalskoj ligi 1968. godine. Sledeće godine je osvojio nagradu kluba kao najbolji i najfer igrač i bio je najbolji golgeter sa 56 golova. On je igrao ključnu ulogu u prvoj pobedi kluba 1975. zajedno sa Mikom Nolanom.
Nakon što je odigrao 124 utakmice za „Kengure”, između 1968. i 1976. godine, preselio se u Kolingvud klub 1977. godine, ali je tu odigrao samo četiri utakmice i odlazi u penziju iz VFL te sezone. Fudbalsku karijeru tu nije završio, jer je uključen u VFL klub Prahran; 1978. igra za premijer ligu.
Godine 1987, Keković je potpisao za trenera VFA klub Kambervel, koji se vratio u grupu 2 posle 1986. godine. Trenirao je Kobre tri sezone i napustio ih posle 1989. bez pobede.
Jedan je od izabranih za Tim veka Nort Melburna.

## Medijska karijera
On je nastavio svoj ekstravagantni stil u medijskom sektoru, najpoznatiji po svojim „tiradama” na emisiji „Fet” na ABC mreži, jutarnjoj emisiji na 3AK radio stanici iz Melburna, kao radio voditelj na sportskoj radio stanici SEN 1116, kao komentator utakmica AFL lige na Triple M i PTI Australija na ESPN.
Keković izgovara svoje TV monologe bez izraza, direktno u kameru, koristeći široki spektar kulturnih referenci. Monologe pisane za „Fet” pre Kekovića govorili su AFL igrač Džon Platen i bokser Spajk Čejni. Njegov stil karakterističan je po tiradama, u kontrastu sa mnogo različitih ili neprimerenih verbalnih slika i ideja, zaključno sa zaštitnim znakom „Znate da ima smisla. Ja sam Sem Keković.” ABC je objavio album „Znaš da ima smisla” koji je nominovan u kategoriji za najbolju komediju (ARIA 2002). Keković je sa ovim tiradama radio i na drugim na reklamama.
Od 2005. do 2014. godine Keković vodi poznatu godišnju reklamnu kampanju za „Meso i stoku Australije” (MLA) na Dan Australije gde ohrabruje ljude da jedu više australijske jagnjetine. Reklame su u karakterističnom Kekovićevom maniru, a često sa satiričnim i neobičnim izjavama. 
 Prvi takav oglas izazvao je posebne kontroverze kada je vegetarijance nazvao neaustralijancima jer ne jedu jagnjetinu na Dan Australije, što je izazvalo bes aktivista za prava životinja i australijskog društva vegetarijanaca. Biro za reklamne standarde dozvolio je oglase smatrajući ih satiričnim, bez obzira na pritužbe gledalaca. 
 Mnogi od kasnijih oglasa izazvali su dodatne pritužbe, ali ih je Biro odobrio.

 Na Dan Australije, tokom komercijalne promocije jagnjetine za roštilj Ričija Benoa, Sem Keković se pojavio zajedno s „kapetanom Kukom”, „Nedom Kelijem”, „Burkom i Vilis” i Itom Batroz.
Keković je izvršni producent australijskog filma "Blajnder" iz 2013, snimljenog u oblasti Torkvej, Viktorija. Film je o legendarnom bivšem lokalnom fudbaleru, Tomu Danu, iz Torkvajskih tigrova.

## Spoljašnje veze
- https://web.archive.org/web/20110223080722/http://www.mla.com.au/TopicHierarchy/Marketing/DomesticMarketing/Consumer+Campaigns/Lamb+marketing.htm
- https://web.archive.org/web/20150114061222/http://www.votelamb.com.au/
- Http://www.mla.com.au
- Http://www.blinderthemovie.com/ Архивирано на веб-сајту  (10. март 2013)